# Kutchicetus
Kutchicetus — вимерлий рід ранніх китів, які жили в період раннього-середнього еоцену (лютет, іпр, знайдені на території нинішнього прибережного кордону Пакистану та Індії). Рід тісно пов'язаний з Andrewsiphius.

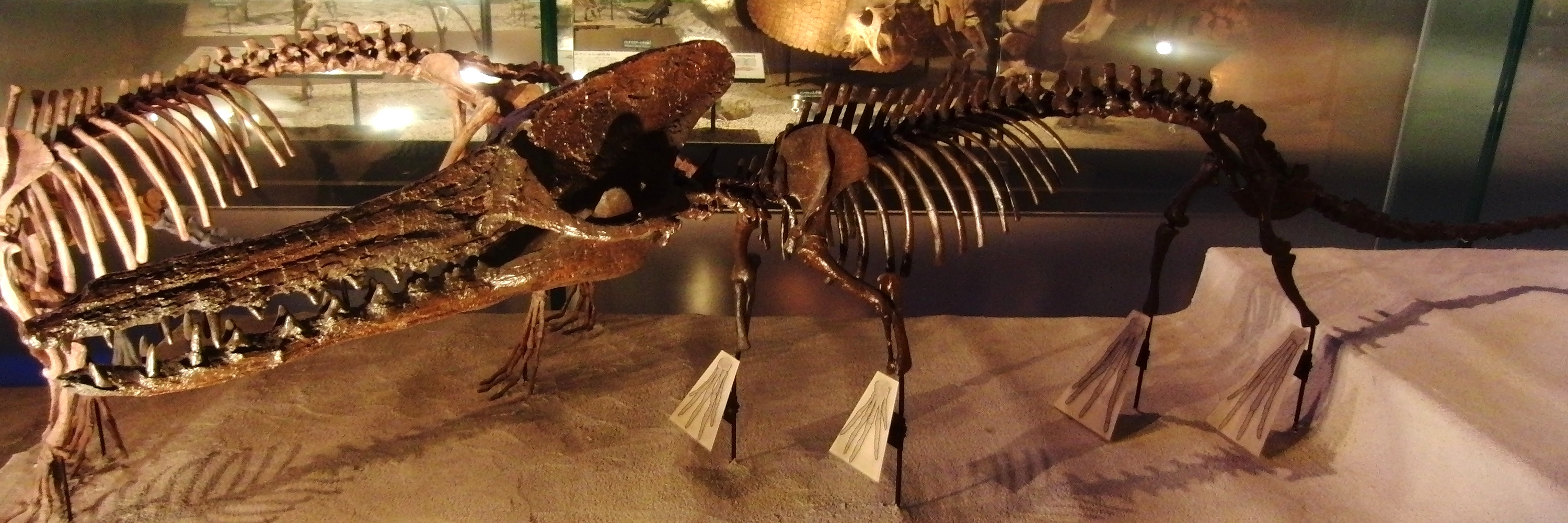
Скелет Kutchicetus minimus

Kutchicetus менший за інших Remingtonocetidae і, ймовірно, є найменшим еоценовим китоподібним. Kutchicetus мав надзвичайно вузьку морду, міцний хвіст (який відігравав важливу роль у пересуванні істоти), короткі кінцівки. Пропорції хребців не схожі на пропорції будь-яких інших китоподібних, але схожі на пропорції деяких наземних або напівводних ссавців, таких як видри. Kutchicetus ймовірно, плавав, використовуючи хвилеподібні рухи, як сучасні видри і, швидше за все, Ambulocetus. Цей спосіб пересування являє собою перехідний етап в еволюції китів.